# Calophasia cucullianae
Calophasia cucullianae là một loài bướm đêm trong họ Noctuidae.